# Ligypterus linharensis
Ligypterus linharensis är en insektsart som beskrevs av Robillard 2005. Ligypterus linharensis ingår i släktet Ligypterus och familjen syrsor. Inga underarter finns listade i Catalogue of Life.